# Kungshalls naturreservat
Kungshalls naturreservat är ett naturreservat i Lekebergs kommun i Örebro län.
Området är naturskyddat sedan 2018 och är 72 hektar stort. Reservatet ligger i södra delen av Kilsbergen väster om Lekhyttan och består av kuperad terräng med gammal tallskog på höjderna och längre ner av gran med inslag av olika lövträd som björk, asp, rönn, sälg och hassel.